# Francis Hackett
Francis Hackett (Kilkenny, 21 gennaio 1883 – 25 aprile 1962) è stato uno scrittore e storico irlandese celebre per aver scritto una dettagliata biografia su Enrico VIII.
Figlio di un ufficiale medico ebbe modo di studiare al St Kieran's College dove ebbe tra i suoi insegnanti Thomas MacDonagh.
Sposò la scrittrice danese Signe Toksvig e nei primi anni di matrimonio la coppia visse in Irlanda per poi spostarsi in Danimarca e negli Stati Uniti, durante la seconda guerra mondiale per poi fare ritorno in Danimarca.
"Hackett emigrò negli Stati Uniti nel 1901 per vari motivi, tra cui la sua insoddisfazione per il governo britannico che governava l'Irlanda e l'incapacità della sua famiglia di finanziare la sua istruzione universitaria". A New York, pubblicò articoli e fu impiegato in uno studio legale, per la sezione pubblicitaria del Cosmopolitan Magazine e fu editore letterario di vari periodici. Nel 1906 Hackett si trasferì a Hull-House dove insegnò l'inglese agli immigrati russi e lavorò come scrittore e critico.